# Arctosa tridentata
Arctosa tridentata är en spindelart som beskrevs av Chen och Song 1999. Arctosa tridentata ingår i släktet Arctosa och familjen vargspindlar. Inga underarter finns listade i Catalogue of Life.